# Kleszan

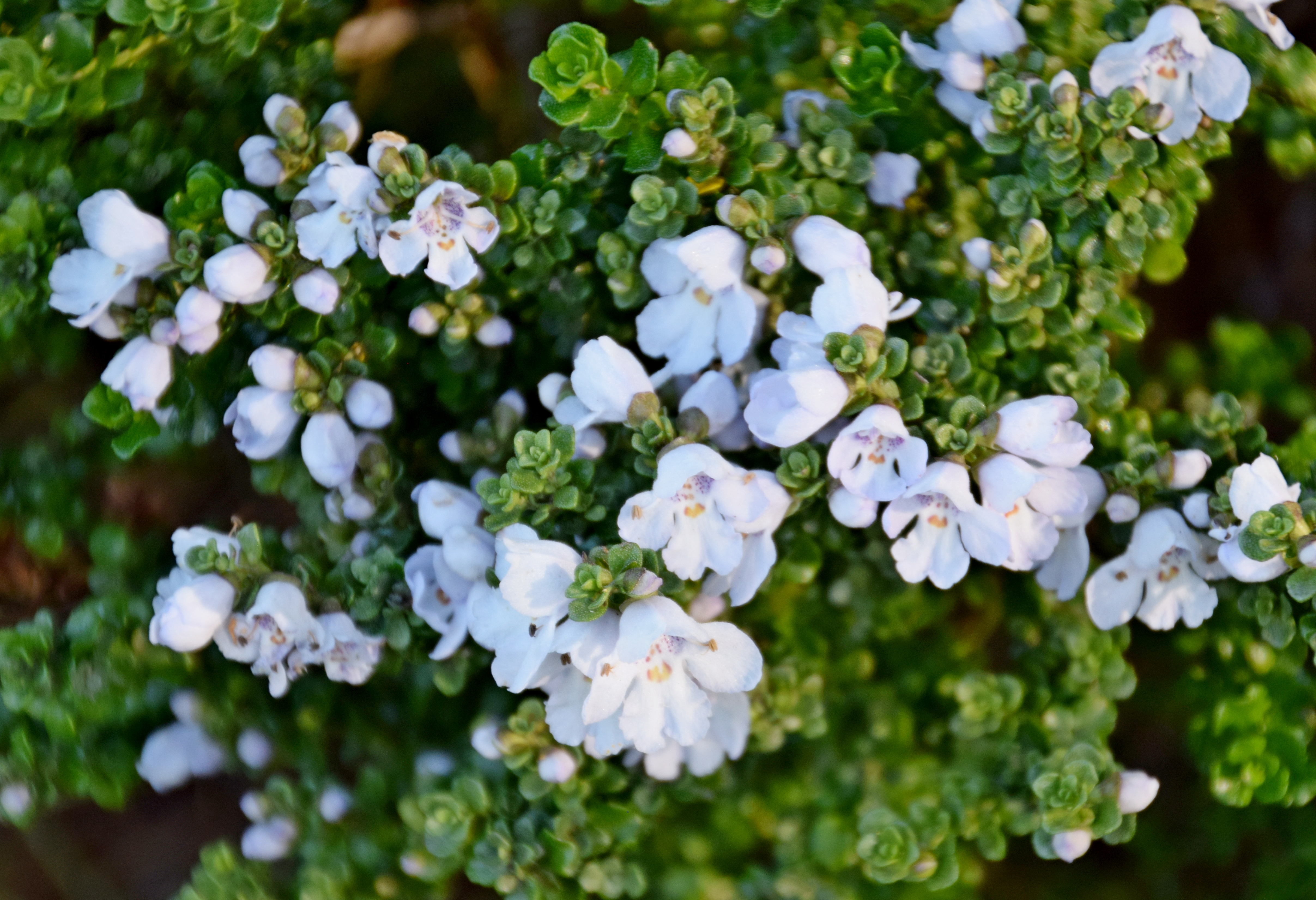
Prostanthera cuneata

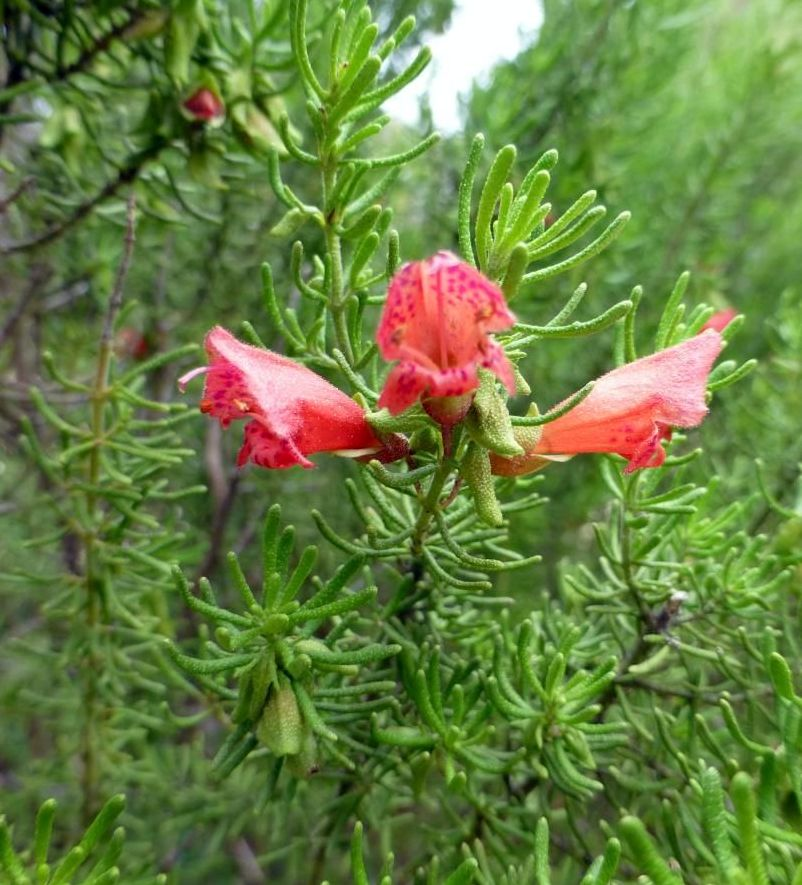
Prostantera aspalathoides

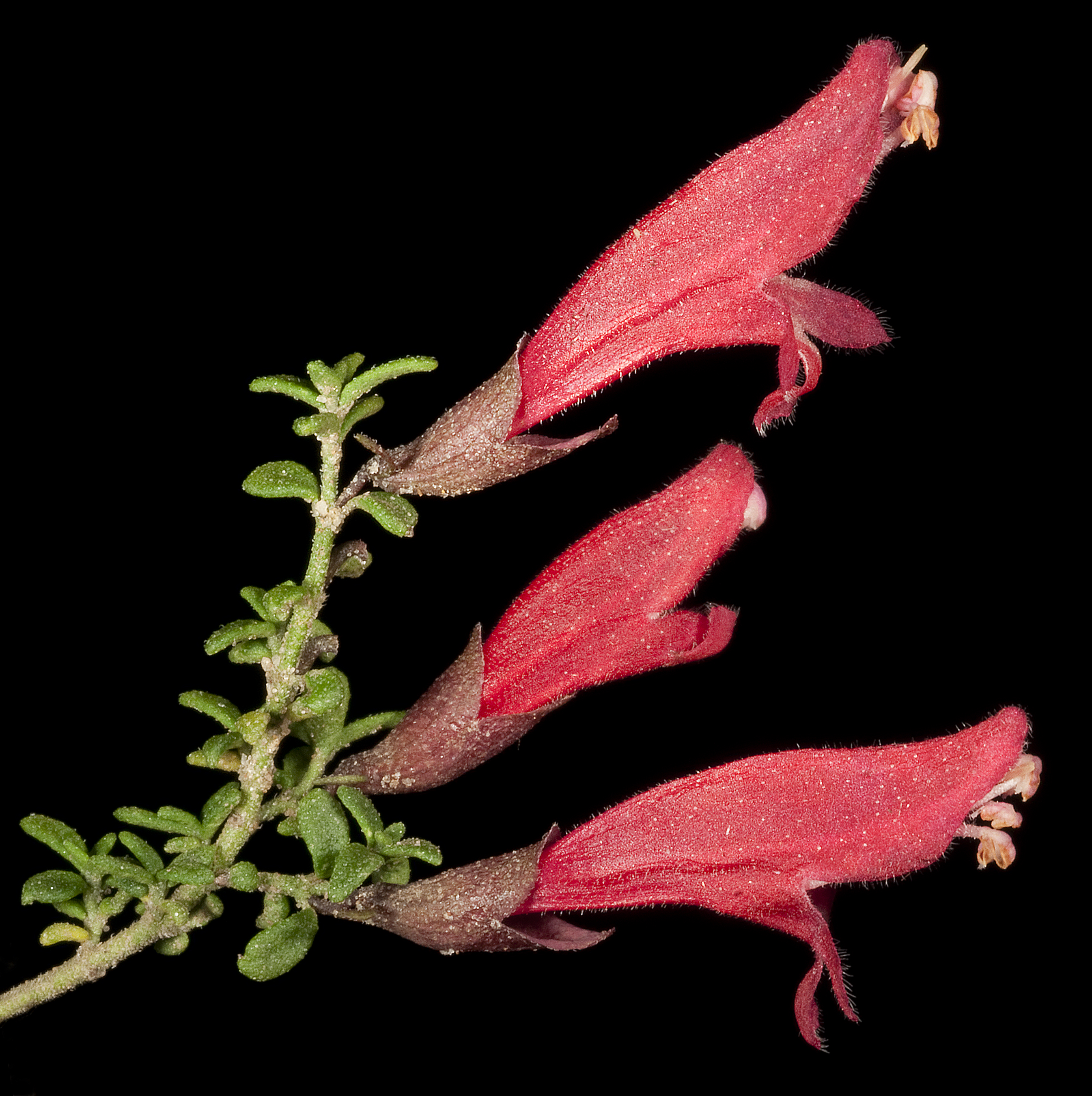
Prostanthera grylloana

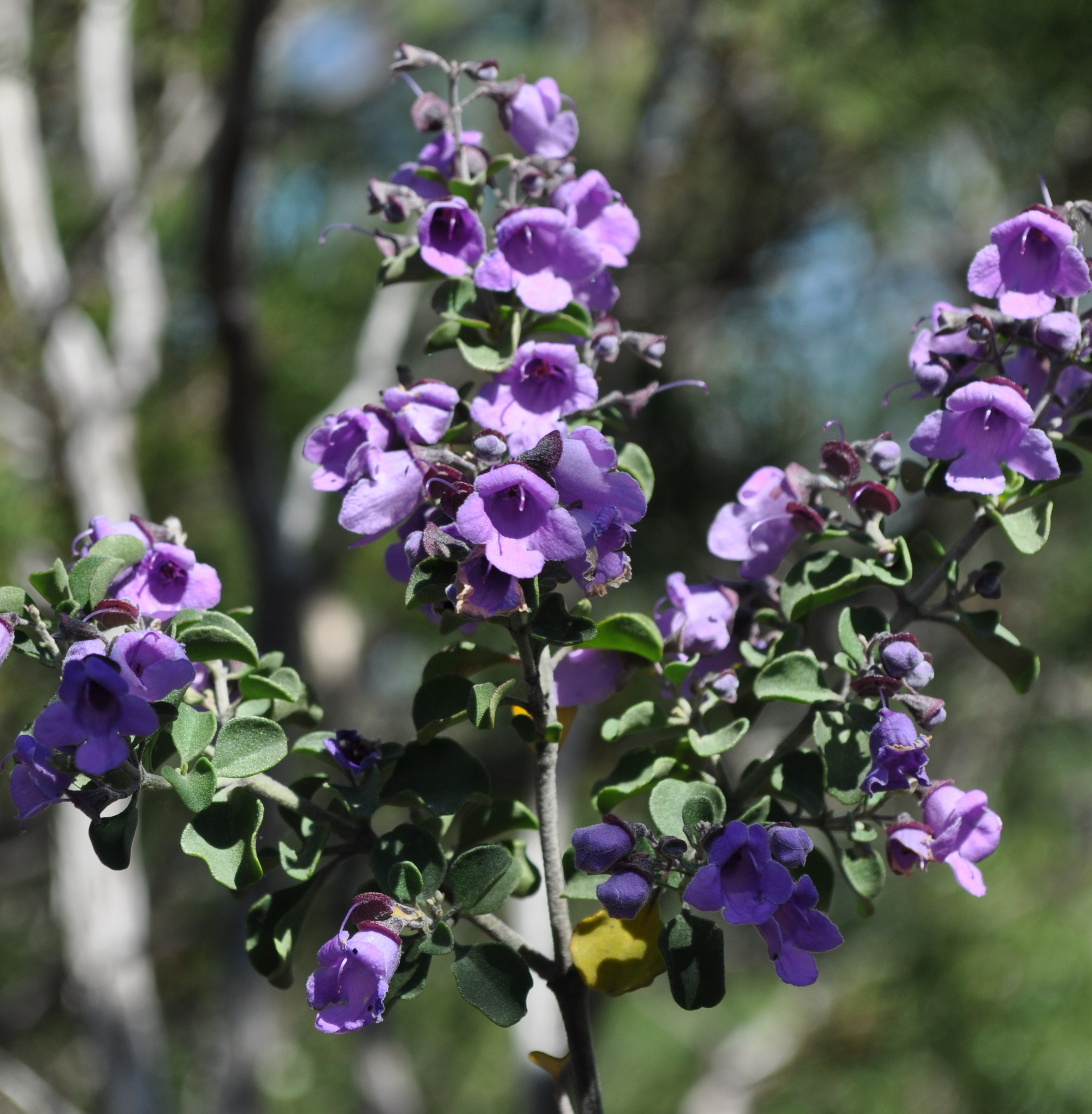
Prostanthera rotundifolia

Kleszan (Prostanthera L.) – rodzaj roślin należących do rodziny jasnotowatych. Obejmuje ok. 100–101 gatunków, przy czym tworzą one, także w naturze, bardzo liczne mieszańce międzygatunkowe. Wszyscy przedstawiciele rodzaju występują dziko w Australii. Zasiedlają formacje zaroślowe i widne lasy, zarówno na siedliskach suchych, jak i nad ciekami. Część gatunków zapylana jest przez miodojady, a inne przez owady. Ponieważ rośliny obfitują w olejki eteryczne, pędy po złamaniu i liście po roztarciu mają silny, charakterystyczny miętowy zapach (stąd angielska nazwa rodzaju – mintbush).
Niektóre gatunki uprawiane są jako rośliny ozdobne. Przy czym uprawa jest możliwa w klimacie ciepłym (rosną w strefach mrozoodporności 8–11). Do częściej uprawianych należą: P. cuneata, P. incisa, P. rotundifolia.

## Morfologia
PokrójKrzewy i krzewinki, rzadko niewielkie drzewa osiągające do 8 m wysokości. Młode pędy są czterokanciaste, ale starsze są zaokrąglone.
LiścieUlistnienie naprzeciwległe. Liście zimozielone, zwykle ząbkowane, często szaro i lepko owłosione, pachnące miętą, czasem eukaliptusem.
KwiatyZebrane w kwiatostany wiechowate wyrastające w kątach liści lub szczytowo, często w różnym stopniu ulistnione i z przysadkami. Kielich zrosłodziałkowy, dwuwargowy. Korona biała, różowa, czerwona, fioletowa, wyraźnie grzbiecista (dwuwargowa). Górna warga wzniesiona i wyciągnięta do przodu, a dolna rozpostarta. Pręciki cztery, w dwóch parach, u części gatunków wystające z rurki korony. Zalążnia górna, dwukomorowa, w każdej komorze z dwoma zalążkami. Szyjka słupka pojedyncza, rozwidlona.
OwoceCztery rozłupki zamknięte w trwałym kielichu.

## Systematyka
Rodzaj wraz z pięcioma innymi tworzy plemię Westringeae Bartling o potwierdzonym molekularnie monofiletyzmie. Do rodzaju zaliczone zostały gatunki dawniej wyodrębniane jako rodzaj Wrixonia, ze względu na ich zagnieżdżenie w obrębie Prostanthera. Całe plemię wyodrębniło się w obrębie podrodziny Prostantheroideae Luersson przed ok. 36,6 milionami lat.
Rodzaj tradycyjnie dzielony był na dwie sekcje różniące się sposobem zapylania kwiatów. Sekcja Klanderia obejmowała gatunki zapylane przez ptaki, a sekcja Prostanthera – przez owady. Podział taki okazał się sztuczny – sekcja Prostanthera ma charakter parafiletyczny.
Wykaz gatunków
- Prostanthera albiflora B.J.Conn
- Prostanthera albohirta C.T.White
- Prostanthera althoferi B.J.Conn
- Prostanthera ammophila B.J.Conn
- Prostanthera arapilensis M.L.Williams, Drinnan & N.G.Walsh
- Prostanthera arenicola S.Moore
- Prostanthera askania B.J.Conn
- Prostanthera aspalathoides  A.Cunn. ex Benth.
- Prostanthera athertoniana B.J.Conn & T.C.Wilson
- Prostanthera baxteri A.Cunn. ex Benth.
- Prostanthera behriana Schltdl.
- Prostanthera caerulea R.Br.
- Prostanthera calycina F.Muell. ex Benth.
- Prostanthera campbellii F.Muell.
- Prostanthera canaliculata F.Muell.
- Prostanthera carrickiana B.J.Conn
- Prostanthera centralis B.J.Conn
- Prostanthera chlorantha (F.Muell.) Benth.
- Prostanthera cineolifera R.T.Baker & H.G.Sm.
- Prostanthera clotteniana (F.M.Bailey) A.R.Bean
- Prostanthera collina Domin
- Prostanthera cruciflora J.H.Willis
- Prostanthera cryptandroides A.Cunn. ex Benth.
- Prostanthera cuneata Benth.
- Prostanthera decussata F.Muell.
- Prostanthera densa A.A.Ham.
- Prostanthera denticulata R.Br.
- Prostanthera discolor R.T.Baker
- Prostanthera eckersleyana F.Muell.
- Prostanthera elisabethae B.J.Conn & T.C.Wilson
- Prostanthera eriocalyx Gand.
- Prostanthera eungella B.J.Conn & K.M.Proft
- Prostanthera eurybioides F.Muell.
- Prostanthera ferricola B.J.Conn & K.A.Sheph.
- Prostanthera florifera B.J.Conn
- Prostanthera galbraithiae B.J.Conn
- Prostanthera granitica Maiden & Betche
- Prostanthera grylloana F.Muell.
- Prostanthera hindii B.J.Conn
- Prostanthera hirtula F.Muell. ex Benth.
- Prostanthera howelliae Blakely
- Prostanthera incana A.Cunn. ex Benth.
- Prostanthera incisa R.Br.
- Prostanthera incurvata B.J.Conn
- Prostanthera junonis B.J.Conn
- Prostanthera lanceolata Domin
- Prostanthera laricoides B.J.Conn
- Prostanthera lasianthos Labill.
- Prostanthera linearis R.Br.
- Prostanthera lithospermoides F.Muell.
- Prostanthera magnifica C.A.Gardner
- Prostanthera marifolia R.Br.
- Prostanthera megacalyx C.T.White & W.D.Francis
- Prostanthera melissifolia F.Muell.
- Prostanthera microphylla (R.Br.) A.Cunn. ex Benth.
- Prostanthera monticola B.J.Conn
- Prostanthera mulliganensis B.J.Conn & T.C.Wilson
- Prostanthera nanophylla B.J.Conn
- Prostanthera nivea A.Cunn. ex Benth.
- Prostanthera nudula J.M.Black ex E.L.Robertson
- Prostanthera oleoides T.C.Wilson & B.J.Conn
- Prostanthera ovalifolia R.Br.
- Prostanthera palustris B.J.Conn
- Prostanthera parvifolia Domin
- Prostanthera patens B.J.Conn
- Prostanthera pedicellata B.J.Conn
- Prostanthera petraea B.J.Conn
- Prostanthera petrophila B.J.Conn
- Prostanthera phylicifolia F.Muell.
- Prostanthera porcata B.J.Conn
- Prostanthera prostantheroides (F.Muell.) T.C.Wilson, Henwood & B.J.Conn
- Prostanthera prunelloides R.Br.
- Prostanthera rhombea R.Br.
- Prostanthera ringens Benth.
- Prostanthera rotundifolia R.Br.
- Prostanthera rugosa A.Cunn. ex Benth.
- Prostanthera saxicola R.Br.
- Prostanthera schultzii F.Muell. ex Tate
- Prostanthera scutata C.A.Gardner
- Prostanthera scutellarioides (R.Br.) Druce
- Prostanthera sejuncta M.L.Williams, Drinnan & N.G.Walsh
- Prostanthera semiteres B.J.Conn
- Prostanthera sericea (J.M.Black) B.J.Conn
- Prostanthera serpyllifolia (R.Br.) Briq.
- Prostanthera sieberi Benth.
- Prostanthera spathulata T.C.Wilson & B.J.Conn
- Prostanthera spinosa F.Muell.
- Prostanthera splendens B.J.Conn
- Prostanthera staurophylla F.Muell.
- Prostanthera stenophylla B.J.Conn
- Prostanthera striatiflora F.Muell.
- Prostanthera stricta R.T.Baker
- Prostanthera suborbicularis C.T.White & W.D.Francis
- Prostanthera tallowa B.J.Conn & T.C.Wilson
- Prostanthera teretifolia Maiden & Betche
- Prostanthera tozerana B.J.Conn & T.C.Wilson
- Prostanthera tysoniana (Carrick) B.J.Conn
- Prostanthera verticillaris  B.J.Conn
- Prostanthera violacea R.Br.
- Prostanthera walteri F.Muell.
- Prostanthera wilkieana F.Muell.